# Anton Eberth
Anton Eberth (Bamberg, 19 maart 1888 – Tsjerntsy, oblast Ivanovo, 5 september 1955) was een Duitse officier en Generalmajor tijdens de Tweede Wereldoorlog.

## Leven
Eberth meldde zich op 22 oktober 1908 aan bij het Beiers leger, en werd geplaatst in het 2. Bayerische Pionier-Bataillon. Bij deze eenheid werd Eberth op 6 oktober 1909 bevorderd tot Unteroffizier, waarna hij op 22 april 1904 weer werd bevorderd tot sergeant.

### Eerste Wereldoorlog
Tegelijkertijd met zijn bevordering tot Vizefeldwebel op 15 november 1914, werd hij overgeplaatst naar de 3. Feldpionier-Kompanie in het II. Bayerischen Armeekorps. Op 27 maart 1915 werd Eberth overgeplaatst naar de schweren Minenwerfer-Abteilung 106. Hierna werd hij op 21 november 1915 opnieuw overgeplaatst naar de Minenwerfer-Kompanie 3.
Op 15 januari 1916 werd Eberth ingezet bij de Minenwerfer-Kompanie 306, waar hij op 27 januari 1916 werd bevorderd tot Feldwebel, waarna hij op 14 mei 1916 bevorderd werd tot Offiziers-Stellvertreter.
Vanaf 4 september 1918 diende Eberth bij de Minenwerfer-Kompanie van het 3. Bayerischen Landwehr-Infanterie-Regiments.
Op 17 december 1918 werd hij overgeplaatst naar het Ersatz-Bataillon van het 2. Bayerischen Pionier-Bataillon, en op 1 januari 1919 naar de 4e compagnie van het 2. Bayerischen Pionier-Bataillon. Vanaf 21 februari 1919 vocht Eberth bij de Freiwilligen-Pionier-Kompanie "Munker"  (vrijwillige geniecompagnie "Munker"), tot hij op 1 juni 1919 bij de afwikkelingsstaf van het 2. Bayerischen Pionier-Bataillon kwam.

### Interbellum
Op 7 november 1919 werd Eberth in de Reichswehr opgenomen, en werd geplaatst bij het Pionier-Bataillon 23. Hierna werd hij op 22 november 1919 weer overgeplaatst naar het Pionier-Bataillon 21. Op 25 mei 1920 werd hij naar de Pionier-Schule  (genieschool) gecommandeerd, daarop volgde op 1 oktober 1921 zijn bevordering tot Leutnant. Als Leutnant werd Eberth op 1 juni 1922 overgeplaatst naar het Infanterie-Regiment 19  (19e Infanterieregiment).
Op 1 februari 1925 volgde zijn bevordering tot Oberleutnant. Daarna werd Eberth vanaf 1 februari 1929 ingezet als compagniecommandant. Op 1 mei 1929 volgde zijn bevordering tot Hauptmann.
Van 1 oktober 1934 tot 15 oktober 1935 was hij als compagniecommandant in het Infanterie-Regiment Augsburg, wat later gewijzigd werd in het Infanterie-Regiment 40  (40e Infanterieregiment). Op 1 augustus 1935 werd Eberth bevorderd tot Major. Hij werd op 1 juli 1936 benoemd tot adjudant van het commandant van de Truppenübungsplatzes Hammelburg  (militair oefenterrein Hammelburg).
Eberth werd op 1 april 1938 bevorderd tot Oberstleutnant. En werd vanaf 1 juni 1938 in de staf van het Kommandantur Würzburg geplaatst.

### Tweede Wereldoorlog
Na de uitbraak van de Tweede Wereldoorlog, nam Eberth op 3 november 1939 het commando over van het Infanterie-Ersatz-Bataillon 55. Vanaf 13 augustus 1940 was hij commandant van het 2e bataljon van het Infanterie-Regiments 330  (330e Infanterieregiment), hierop volgend was hij vanaf 10 februari 1941 commandant van het 2e bataljon van het Infanterie-Regiments 343  (343e Infanterieregiment).
Op 26 maart 1941 nam Eberth het commando over van het 343e Infanterieregiment, en werd daar op 1 april 1941 bevorderd tot Oberst. Op 7 maart 1942 werd Eberth onderscheiden met het Duitse Kruis in goud. Op 1 juni 1942 werd hij dan in het Führerreserve (OKH) geplaatst.
Vanaf 15 juli 1942 was hij commandant van het Wehrkreis-Unterführer-Lehrgangs XIII  (vrije vertaling: militair districts onderofficiers leergang). Hierna nam Eberth op 26 maart 1943 het commando de Grenadier-Ersatz-Regiment 231  over, en vanaf 17 juli 1943 van de Reserve-Grenadier-Regiments 231.
Voor een korte periode was hij vanaf 7 tot 18 december 1943 mit der Führung beauftragt (m. d. F. b.) (vrije vertaling: met het leiderschap belast) belast van de 173. Reserve-Division. Hierna volgde vanaf 3 januari tot 20 februari 1944 de leiding over de Eingreiftruppe 187.
Op 11 februari 1944 werd Eberth geplaatst in het Führerreserve, waarna hij op 18 april 1944 benoemd werd tot commandant van de Waffenschule der Armee-Abteilung Narwa  (vrije vertaling: wapenschool van de legerafdeling Narva). Op 20 oktober werd hij belast met de leiding over de 201. Sicherungs-Division  (201e Beveiligingsdivisie). Tegelijk was Eberth Festungs-Kommandant  (vrije vertaling: vestingcommandant) van Windau en Vidale.
Op 20 januari 1945 werd hij belast mit der Führung beauftragt (m. d. F. b.) (vrije vertaling: met het leiderschap belast) over de Divisionsstabes z.b.V. 300. Zijn bevordering tot Generalmajor volgde op 30 januari 1945. Waarna Eberth vanaf 30 januari 1945 commandant was van de Divisionsstabes z.b.V. 300.
Op 9 mei 1945 raakte hij in Russisch krijgsgevangenschap, Eberth stierf op 5 september 1955 in Krijgsgevangenkamp 5110/48 Woikowo.

## Militaire carrière
- Generalmajor: 30 januari 1945[9][4][10]
- Oberst: 1 april 1941[4][10]
- Oberstleutnant: 1 april 1938[4][10]
- Major: 1 augustus 1935[4][10]
- Hauptmann: 1 mei 1929[4][10]
- Oberleutnant: 1 februari 1925[4][10][11]
- Leutnant: 1 oktober 1921[4][10]
- Offiziers-Stellvertreter: 14 mei 1917[4][10]
- Feldwebel: 27 januari 1916[4][10]
- Vizefeldwebel: 15 november 1914[4][10]
- Sergeant: 22 april 1904[4][10]
- Unteroffizier: 6 oktober 1909[4][10]
- Soldat: 22 oktober 1908[10]

## Onderscheidingen
- Duitse Kruis in goud op 7 maart 1942[4] als Oberst en Commandant van het 343e Infanterieregiment[9][12]
- IJzeren Kruis 1914, 2e Klasse[13]
- Kruis der Vierde Klasse in de Orde van Militaire Verdienste met Kroon en Zwaarden[13]